# Mátyás Király Múzeum
Visegrádi Mátyás Király Múzeum a Királyi palota épületeiben kapott otthont, melynek fő feladata Visegrád régészeti és történeti emlékeinek feltárása, gyűjtése, gondozása és bemutatása. A település számos műemléke közül a múzeum kezelésében a királyi palota, az alsóvár (Salamon-torony) és a jelenleg nem látogatható, XI. századi esperesi t
emplom van, de a többi műemlék és régészeti lelőhely szakmai felügyeletét, feltárását is ellátja, illetve bemutatásukban közreműködik.
A Mátyás Király Múzeum kiállításai a Salamon-torony és a királyi palota helyreállított termeiben láthatóak. Gyűjteményei közül a legjelentősebb a régészeti gyűjtemény és a kőtár, de rendelkezik a település XVIII-XIX. századi emlékeit őrző helytörténeti gyűjteménnyel és jelentős fotó-, rajz- és szöveganyagot kezelő adattárral is.